# Shawn Patterson
Shawn Michael Patterson (* 14. September 1965 in Athol, Massachusetts) ist ein US-amerikanischer Filmkomponist und Songwriter.

## Leben
Patterson begann seine Karriere Anfang der 1990er Jahre zunächst als Produktionsassistent und arbeitete seitdem hauptsächlich als Komponist und Songwriter für Zeichentrickserien. Unter anderem arbeitete er an der Die Ren & Stimpy Show und Robot Chicken. Für die Disney-Filmproduktion The LEGO Movie schrieb er zusammen mit Joshua Bartholomew, Lisa Harriton und The Lonely Island den Titel Everything Is Awesome. In der von Mark Mothersbaugh produzierten Popversion erreichte die Single Platzierungen in den UK Top 40 und den US-amerikanischen Billboard Hot 100. Dort wurde sie für 500.000 verkaufte Einheiten mit einer Goldenen Schallplatte ausgezeichnet.
Patterson war 2015 für den Titel Everything Is Awesome in der Kategorie Bester Song für den Oscar und in der Kategorie Musik für visuelle Medien für den Grammy nominiert.

## Filmografie (Auswahl)
- 1992–1996: Die Ren & Stimpy Show (The Ren & Stimpy Show, Fernsehserie)
- 2004–2005: Barbaren-Dave (Dave the Barbarian, Fernsehserie)
- 2010–2014: Robot Chicken (Fernsehserie)
- 2012–2013: The High Fructose Adventures of Annoying Orange (Fernsehserie)
- 2014: The LEGO Movie
- 2015–2016: Der gestiefelte Kater – Abenteuer in San Lorenzo (The Adventures of Puss in Boots, Fernsehserie)

## Auszeichnungen
- 2015: Oscar-Nominierung in der Kategorie Bester Song für The LEGO Movie
- 2015: Grammy-Nominierung in der Kategorie Musik für visuelle Medien für The LEGO Movie